# Alexander Borissowitsch Scherschewski
Alexander Borissowitsch Scherschewski (russisch Александр Борисович Шершевский, Geburtsname Schereschewski, russ. Шерешевский; * 22. Oktober 1894 in Sankt Petersburg; † 28. Mai 1937 in Leningrad) war ein sowjetischer Flugzeugingenieur, Flugzeugkonstrukteur, Raketentheoretiker, Schriftsteller, Wissenschafts-Propagandist und Übersetzer. Er leistete unter anderem theoretische Vorarbeit für Raketenflüge in den Weltraum.

## Leben
Alexander Scherschewski wuchs als Sohn eines Bankiers auf. Er studierte nach dem Schulabschluss Maschinenbau in St. Petersburg und spezialisierte sich auf Flugzeugbau. Ab 1918 studierte er in Berlin an der Technischen Hochschule (heute Technische Universität Berlin). Danach arbeitete er im Deutschen Patentamt sowie in der Triebwerksentwicklung von Rohrbach Metallflugzeugbau. Weiterhin war er Assistent des Konstrukteurs meteorologischer Raketen Hermann Oberth. In dieser Zeit korrespondierte er mit dem sowjetischen Raketenpionier Konstantin Ziolkowski.
Für deutsche und österreichische Zeitschriften schrieb er über die Idee der Raumfahrt, und er war an einem deutschen Luftfahrt-Wörterbuch beteiligt. Eine seiner theoretischen Arbeiten über die Raumfahrt war 1929 in der Auswahl für den neu eingeführten Prix international d’astronautique (deutsch Internationaler Preis für Astronautik). Über den deutschen Raketenbau berichtete er dem Geheimdienst der Sowjetunion.
Im März 1932 kehrte er in die Sowjetunion zurück und arbeitete im Raketenbau. Dabei übergab er auch Raketenbaupläne aus Deutschland.
1936 wurde er Opfer der stalinistischen Säuberungen des Großen Terrors. Er wurde wegen Spionage für Deutschland zum Tode verurteilt und im Mai 1937 erschossen. 1957 wurde er in der Sowjetunion vollständig rehabilitiert.